# Diplotaxis atratula
Diplotaxis atratula är en skalbaggsart som beskrevs av Leconte 1856. Diplotaxis atratula ingår i släktet Diplotaxis och familjen Melolonthidae. Inga underarter finns listade i Catalogue of Life.